# Walstromite
La walstromite è un minerale.